# Richtlinie (EU) 2024/825 (EmpCo)
Die EmpCo-Richtlinie ist eine EU-Richtlinie, die die Verbraucherrechte zum Schutz vor Greenwashing stärken soll. Ihr Langname lautet Richtlinie (EU) 2024/825 des Europäischen Parlaments und des Rates vom 28. Februar 2024 zur Änderung der Richtlinien 2005/29/EG und 2011/83/EU hinsichtlich der Stärkung der Verbraucher für den ökologischen Wandel durch besseren Schutz gegen unlautere Praktiken und durch bessere Informationen
Die Abkürzung EmpCo steht für die englische Kurzbezeichnung Empowering Consumers dieses Rechtsakts (empowering consumers for the green transition through better protection against unfair practices and through better information) und hat bereits Verbreitung im deutschsprachigen Raum gefunden.
Mit dem Rechtsakt verfolgt die EU folgende Ziele: Unternehmen müssen ihre Umweltbehauptungen in Zukunft wissenschaftlich belegen und irreführende oder verklausulierte Kommunikationspraktiken stoppen. Die Richtlinie richtet sich an alle Wirtschaftsakteure, die Produkte und Dienstleistungen auf den Markt bringen. Die EmpCo-Richtlinie ergänzt die „schwarze Liste“ im Anhang der Richtlinie über unlautere Geschäftspraktiken in Bezug auf umweltbezogene Werbung. Danach gelten verschiedene Geschäftspraktiken per se als unlauter, ohne dass es einer Einzelfallprüfung der nationalen Gerichte bedarf. Des Weiteren enthält der Rechtsakt Regelungen zu irreführenden Geschäftspraktiken, um Greenwashing und Social Washing zu vermeiden.

## Aufbau der Verordnung
Der Rechtsakt ist relativ kurz und besteht nur aus 6 Artikeln umfassen:
1. Änderung der Richtlinie 2005/29/EG[4] – Richtlinie über unlautere Geschäftspraktiken im binnenmarktinternen Geschäftsverkehr zwischen Unternehmen und Verbrauchern
2. Änderung der Richtlinie 2011/83/EU[5] – Richtlinie über die Rechte der Verbraucher
3. Berichterstattung durch die Kommission und Überprüfung
4. Umsetzung
5. Inkrafttreten
6. Adressaten

## Nationale Umsetzung
- Deutschland: Das BMJ hat am 9. Dezember 2024 das „Drittes Gesetz zur Änderung des Gesetzes gegen den unlauteren Wettbewerb“ als Diskussionsentwurf veröffentlicht[6].
- Österreich: Bislang kein Entwurf[7][8]